# Koleśniki (województwo podlaskie)
Koleśniki – wieś w Polsce położona w województwie podlaskim, w powiecie monieckim, w gminie Mońki.
W latach 1975–1998 miejscowość administracyjnie należała do województwa białostockiego.
Wierni kościoła rzymskokatolickiego należą do parafii Matki Boskiej Częstochowskiej i św. Kazimierza w Mońkach.